# Cmentarz żydowski w Pyskowicach
Cmentarz żydowski w Pyskowicach – kirkut w Pyskowicach położony przy drodze wojewódzkiej nr 901 w kierunku do Gliwic przy ul. Zaolszany 12.
Kirkut ten został założony w 1830 r., a ostatniego pochówku dokonano w czasie II wojny światowej. W 1988 r. postawiono na cmentarzu pomnik z inskrypcją w języku hebrajskim, polskim i niderlandzkim: Tutaj spoczywają przez hitlerowców zamordowani Żydzi. Nieopodal cmentarza znajduje się stary dom przedpogrzebowy, w którym do niedawna mieściła się tapicernia. Cmentarz ma powierzchnię 0,6 ha i zachowało się na nim około 220 nagrobków.

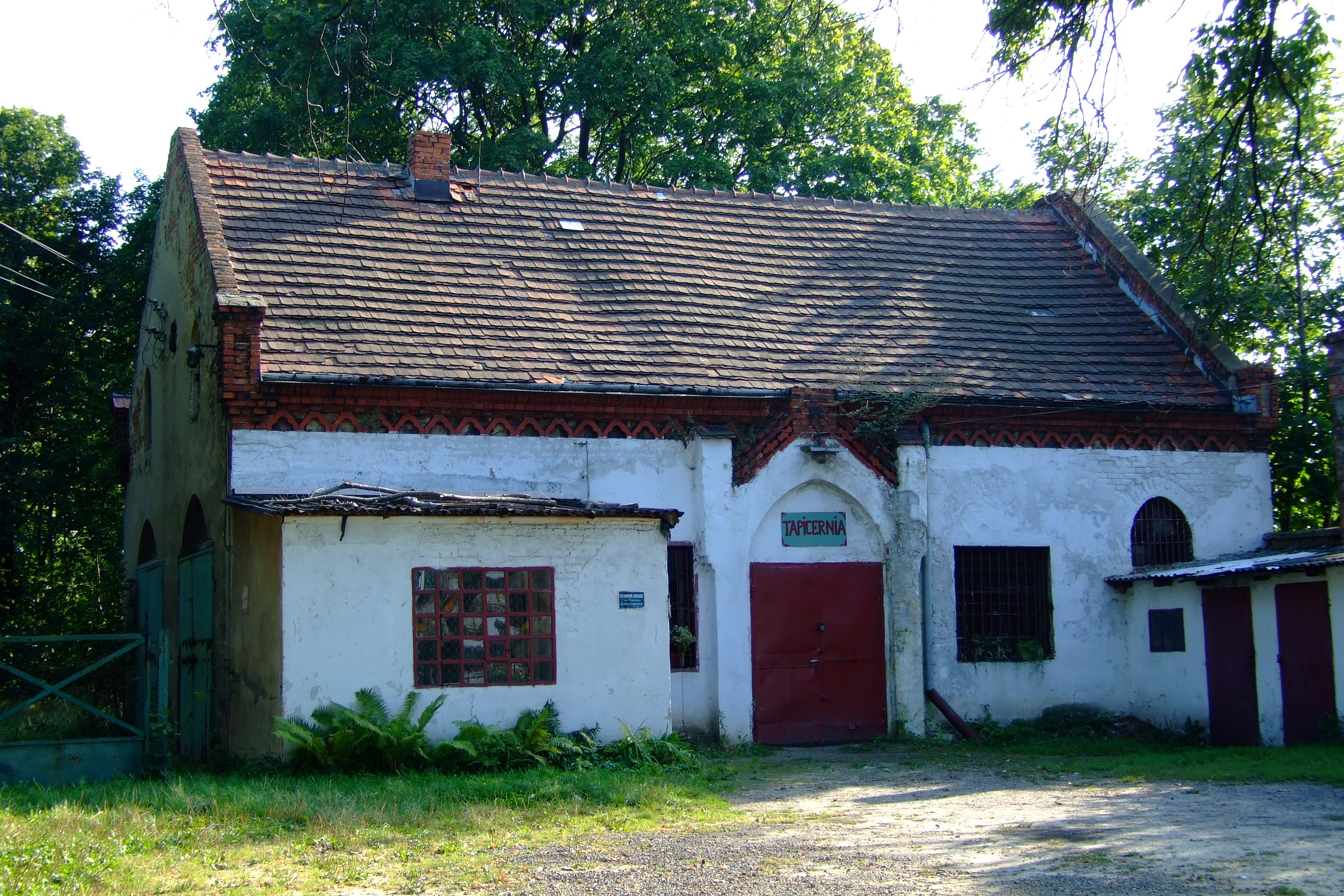
Dawny dom przedpogrzebowy